# Sygdash
Sygdash är en ort i Azerbajdzjan.   Den ligger i distriktet Masallı Rayonu, i den sydöstra delen av landet, 190 km sydväst om huvudstaden Baku. Sygdash ligger 67 meter över havet och antalet invånare är 1 474.
Terrängen runt Sygdash är platt åt nordost, men åt sydväst är den kuperad. Runt Sygdash är det ganska tätbefolkat, med 230 invånare per kvadratkilometer.. Närmaste större samhälle är Arkewan, 7,2 km norr om Sygdash.
Trakten runt Sygdash består till största delen av jordbruksmark.